# KVV Thes Sport Tessenderlo
KVV Thes Sport Tessenderlo (kortweg Thes Sport) is een Belgische voetbalclub uit Tessenderlo. De club is aangesloten bij de KBVB met stamnummer 3671 en heeft blauw en geel als kleuren.

## Geschiedenis
De club werd op 14 juni 1942 opgericht als Heidebloem Voetbalvereeniging Hulst (HVV Hulst) in Hulst en sloot zich een paar maanden daarna aan bij de Belgische Voetbalbond. In 1943 werden de eerste kleedkamers langs het terrein gebouwd. De bouw van een nieuw sportpark in Hulst begon in 1970; in augustus 1973 werd dit ingewijd. De club speelde meestal in de onderste regionen van het Belgisch voetbal, de derde en vierde provinciale.
Bij het vijftigjarig bestaan in 1992 kreeg de club de koninklijke titel en werd Koninklijke Heidebloem Voetbalvereniging Hulst. In 1994 promoveerde de club na een titel in Derde Provinciale voor het eerst naar Tweede Provinciale. De twee volgende seizoenen haalde HVV Hulst een periodetitel met bijhorende plaats in de eindronde binnen, maar de club slaagde er niet in via die eindronde verdere promotie af te dwingen.
In 1997/98 werd Hulst weliswaar 12de in zijn reeks, maar door een groot aantal Limburgse dalers in Vierde Klasse, moest de club na vier seizoenen toch weer zakken naar Derde Provinciale. Hulst haalde het volgende seizoen nog een periodetitel, maar kon geen terugkeer naar Tweede afdwingen.
In 1999 kwamen fusiegesprekken op gang met enkele andere clubs, namelijk VK Penarol Engsbergen (stamnummer 7743) en Schoot Sport (8465) uit het nabijgelegen Engsbergen en Schoot, twee andere dorpen in Tessenderlo. Reeds tijdens de zomer van 1999 nam de club de naam KVV Thes Sport Tessenderlo aan met het oog op een toekomstige fusie. "Thes" staat hierbij voor Tessenderlo, Hulst, Engsbergen en Schoot. De gesprekken liepen echter niet vlot en de clubs traden in 1999/2000 nog steeds afzonderlijk aan in competitie. Schoot Sport werkte uiteindelijk niet mee, maar zou in 2002 wel ophouden te bestaan. Penarol Engsbergen was bereid samen te werken in het jeugdvoetbal, maar bleef als afzonderlijke club actief.
In het centrum van Tessenderlo stond al enkele jaren het stadion van Looi Sport, een club die jarenlang in de Derde en Vierde klasse gespeeld had maar nu de boeken had neergelegd, leeg. In 2000/01 werd nog gespeeld in Hulst en Tessenderlo, maar het seizoen nadien verhuisde de club definitief naar het Sportpark in het centrum. Het aantal jeugdspelers en -ploegen steeg in die periode.
In 2002 moest de eerste ploeg nog in een eindronde de degradatie afwenden; het jaar nadien speelde de eerste ploeg echter kampioen en promoveerde zo naar Eerste Provinciale.
In 2005 promoveerde de club voor het eerst naar de nationale reeksen. In Vierde klasse kon de club zich de eerste seizoenen handhaven in de middenmoot. In 2009 eindigde de club echter onderin haar reeks en zakte terug naar Eerste Provinciale.
Na een aantal seizoenen werd KVV Thes Sport Tessenderlo in 2015 kampioen in Eerste Provinciale en promoveerde terug naar Vierde Klasse. De club ging nu uiteindelijk toch een fusie aan met VK Penarol Engsbergen. De clubnaam en clubkleuren van Thes Sport bleven zoals vooropgesteld behouden.
Nauwelijks één seizoen later (in 2016) behaalde KVV Thes Sport de derde plaats in 4e nationale C, waardoor het rechtstreeks promoveerde naar 2e klasse amateurs.
In 2017 miste Thes op een haar na de promotie, het eindigde op een tweede plaats achter Berchem;
In 2018 was het wel prijs. Op de voorlaatste speeldag kroonde Thes zich tot kampioen en steeg naar 1ste klasse amateur.
Thes miste zijn start niet in 2019 stond het na 30 speeldagen aan de leiding. Na halvering van de punten moest het in de eindronde de titel laten aan profclub Virton.
Al mocht profclub Deinze zich in 2020 kronen tot kampioen, toch liet Thes voor de tweede maal dopen tot beste amateurclub van Belgie.
In het seizoen 2020-2021 werd het seizoen na vier speeldagen stilgelegd door de coronapandemie. Op dat moment stond Thes ongeslagen aan de leiding en won ook al zijn bekermatchen. De absolute bekroning was de wedstrijd tegen KRC Genk. Deze kon echter niet doorgaan omwille van de pandemie.

## Resultaten
| Seizoen | Klasse | Klasse | Klasse | Klasse | Klasse | Klasse | Klasse | Klasse | Klasse | Reeks                                                    | Punten                                                   | Opmerkingen                                              |
|         | I      | I      | II     | III    | IV     | P.I    | P.II   | P.III  | P.IV   |                                                          |                                                          |                                                          |
| ------- | ------ | ------ | ------ | ------ | ------ | ------ | ------ | ------ | ------ | -------------------------------------------------------- | -------------------------------------------------------- | -------------------------------------------------------- |
| 2004/05 |        |        |        |        |        | 1      |        |        |        | Eerste prov. Limburg                                     | 72                                                       | kampioen                                                 |
| 2005/06 |        |        |        |        | 8      |        |        |        |        | Vierde klasse C                                          | 42                                                       |                                                          |
| 2006/07 |        |        |        |        | 10     |        |        |        |        | Vierde klasse C                                          | 40                                                       |                                                          |
| 2007/08 |        |        |        |        | 9      |        |        |        |        | Vierde klasse C                                          | 39                                                       |                                                          |
| 2008/09 |        |        |        |        | 15     |        |        |        |        | Vierde klasse C                                          | 23                                                       |                                                          |
| 2009/10 |        |        |        |        |        | 6      |        |        |        | Eerste prov. Limburg                                     | 49                                                       |                                                          |
| 2010/11 |        |        |        |        |        | 12     |        |        |        | Eerste prov. Limburg                                     | 33                                                       |                                                          |
| 2011/12 |        |        |        |        |        | 10     |        |        |        | Eerste prov. Limburg                                     | 41                                                       |                                                          |
| 2012/13 |        |        |        |        |        | 8      |        |        |        | Eerste prov. Limburg                                     | 43                                                       |                                                          |
| 2013/14 |        |        |        |        |        | 6      |        |        |        | Eerste prov. Limburg                                     | 49                                                       |                                                          |
| 2014/15 |        |        |        |        |        | 1      |        |        |        | Eerste prov. Limburg                                     | 66                                                       |                                                          |
| 2015/16 |        |        |        |        | 3      |        |        |        |        | Vierde klasse C                                          | 51                                                       |                                                          |
|         | 1A     | 1B     | 1Am    | 2Am    | 3Am    | P.I    | P.II   | P.III  | P.IV   | Vanaf 2016-17 zijn er 3 nationale en 2 regionale niveaus | Vanaf 2016-17 zijn er 3 nationale en 2 regionale niveaus | Vanaf 2016-17 zijn er 3 nationale en 2 regionale niveaus |
| 2016/17 |        |        |        | 2      |        |        |        |        |        | Tweede klasse Am.                                        | 66                                                       |                                                          |
| 2017/18 |        |        |        | 1      |        |        |        |        |        | Tweede klasse Am.                                        | 65                                                       | kampioen                                                 |
| 2018/19 |        |        | 2      |        |        |        |        |        |        | Eerste klasse Am.                                        | 36 (62)                                                  | 1e na reguliere competitie                               |
| 2019/20 |        |        | 2      |        |        |        |        |        |        | Eerste klasse Am.                                        | 42                                                       | Competitie vroegtijdig stopgezet door coronavirus        |
| 2020/21 |        |        | 5      |        |        |        |        |        |        | Eerste nationale                                         | 3                                                        | Competitie vroegtijdig stopgezet door coronavirus        |
| 2021/22 |        |        | 7      |        |        |        |        |        |        | Eerste nationale                                         | 44                                                       |                                                          |
| 2022/23 |        |        | 10     |        |        |        |        |        |        | Eerste nationale                                         | 53                                                       |                                                          |
| 2023/24 |        |        | 5      |        |        |        |        |        |        | Eerste nationale VV                                      | 51                                                       |                                                          |
| 2024/25 |        |        | 6      |        |        |        |        |        |        | Eerste nationale VV                                      | 45                                                       |                                                          |
| 2025/26 |        |        |        |        |        |        |        |        |        | Eerste nationale VV                                      |                                                          |                                                          |

## Selectie 2024/25
| Nr            | Naam                   | Nationaliteit | Geboortedatum | Bij de club sinds | Vorige club        |
| ------------- | ---------------------- | ------------- | ------------- | ----------------- | ------------------ |
| Keepers       |                        |               |               |                   |                    |
| 1             | Tibo Herbots           | België        | 7-05-2001     | 1-07-2023         | KVK Tienen         |
| 27            | Milo Roekaerts         | België        | 1-04-2005     | 1-07-2023         | eigen jeugd        |
| 30            | Sem Vanuytsel          | België        | 30-05-2006    | 1-07-2024         | eigen jeugd        |
| Verdedigers   |                        |               |               |                   |                    |
| 3             | Marnick Vermijl        | België        | 13-01-1992    | 1-07-2020         | MVV Maastricht     |
| 5             | Roel Jacquemyn         | België        | 22-06-2000    | 1-07-2024         | RC Hades           |
| 10            | Mehdi Naqqadi          | Nederland     | 21-09-1996    | 1-07-2022         | Hoogstraten VV     |
| 13            | Nick Hulsmans          | België        | 28-01-1993    | 1-07-2018         | ASV Geel           |
| 15            | Lusandu Madimba Kaleki | België        | 2-08-2004     | 1-08-2024         | SC Eendracht Aalst |
| 16            | Sam Vanaken            | België        | 9-03-1990     | 1-07-2018         | ASV Geel           |
| 22            | Andreas Mele           | België        | 6-01-2003     | 1-07-2023         | eigen jeugd        |
| 48            | Mitchel Keulen         | Nederland     | 15-09-1998    | 1-07-2023         | RKSV Groene Ster   |
|               | Pieter Jochmans        | België        | 31-03-2000    | 1-07-2024         | KVK Tienen         |
| Middenvelders |                        |               |               |                   |                    |
| 4             | Tim Jeunen             | België        | 15-09-1989    | 1-07-2017         | Bocholt VV         |
| 6             | Kenneth Kerckhofs      | België        | 13-08-1993    | 4-08-2018         | ASV Geel           |
| 8             | Tibeau Swinnen         | België        | 11-01-1995    | 1-07-2022         | Lierse SK          |
| 12            | Ayoub El Faida         | België        | 13-04-2003    | 1-07-2024         | eigen jeugd        |
| 23            | Toon De Wit            | België        | 27-01-2004    | 1-07-2024         | eigen jeugd        |
| 26            | Mats Van Genechten     | België        | 10-05-2004    | 1-07-2023         | eigen jeugd        |
| 28            | Devin Veraghtert       | België        | 15-03-2004    | 1-07-2024         | eigen jeugd        |
| Aanvallers    |                        |               |               |                   |                    |
| 7             | Senda Mukandila        | België        | 26-06-2004    | 1-07-2024         | Lierse SK          |
| 9             | Tibe Vanhaeren         | België        | 28-10-2003    | 15-01-2024        | KVK Tienen         |
| 17            | Andries Claes          | België        | 3-11-1997     | 1-07-2024         | KVK Tienen         |
| 71            | Wannes Van Elsen       | België        | 20-04-2005    | 1-07-2024         | eigen jeugd        |

## Bekende (ex-)spelers
- Lens Annab (2016–2017)
- Jeroen Appeltans (2014–2018)
- Niels Bongaerts (2015–2017)
- Davy Brouwers (2018–heden)
- Seppe Brulmans (2017)
- Jo Christiaens (2018–heden)
- Björn Daelemans (2010–2011)
- Giel Deferm (2018–heden)
- Marc Hendrikx (2011–2013)
- Kevin Oris (2018–heden)
- Frederik Spruyt (2017–heden)
- Rachid Tibari (2012–2015)
- Sam Vanaken (2018–heden)
- Pieter-Jan Van Oudenhove (2016–2018)
- Luna Vanzeir (20??-2019)